# Principado-Bispado de Münster
O Principado-Bispado de Münster (em alemão: Fürstbistum Münster) foi um estado eclesiástico do Sacro Império Romano que existiu entre o final do século XII e o início do século XIX ao norte da atual Renânia do Norte-Vestfália e a oeste da Baixa Saxônia. Entre os séculos XVI e XVIII, por diversas vezes, o território ligou-se por união pessoal a um ou mais principados eclesiásticos das proximidades, como Colônia, Paderborn, Osnabrück, Hildesheim e Liège.
O território de Münster limitava-se a oeste com as Províncias Unidas ao sul com Cleves, Vest Recklinghausen e Mark e a leste com Paderborn e Osnabrück. A norte e nordeste, fazia divisa com a Frísia Oriental, Oldemburgo e o Eleitorado de Hanôver (estabelecido em 1692).
Tal como acontecia com todos os outros estados eclesiásticos do Sacro Império Romano, é importante distinguir o principado-bispado da diocese de Münster. Embora ambos fossem governados pelo mesmo líder, as dioceses eram geralmente maiores que os principados-bispados. Frequentemente, os limites das dioceses ultrapassavam os dos territórios seculares aos quais pertenciam. Nessas regiões, entretanto, o poder do príncipe-bispo era estritamente a de um bispo comum e limitado apenas a assuntos espirituais.